# Да здравствует победа Мао Цзэдуна
Да здравствует победа Мао Цзэдуна (кит. 毛泽东思想胜利万岁) — статуя из эпоксидной смолы, находящаяся на площади Чжуншань в центре города Шэньян — столицы провинции Ляонин в Китайской Народной Республике.
Является одним из крупнейших скульптурных изображений Мао Цзэдуна в стране, входя в число главных провинциальных памятников эпохи культурной революции, не снесённых в последующие годы.

## История
Памятник был установлен студентами Академии художеств, работавшими над проектом в течение двух лет под наблюдением комитета крестьян и рабочих. Он был открыт 1 октября 1970 года, во время празднования 21-й годовщины основания Китайской Народной Республики.

## Архитектура
Статуя Мао Цзэдуна в высоту составляет 9,1 м, а постамент — 9,1 м. На передней части размещена надпись «Да здравствует победа Мао Цзэдуна».

## Композиция
Постамент окружён статуями 58 героев-рабочих, крестьян и солдат. Они разделены на восемь групп, представляющих различные стадии борьбы китайского народа под руководством председателя Мао. Большинство из них в руках держали цитатники Мао, позже убранные из композиции. Первая группа представляет солдат и гражданских лиц, зовущих на IX съезд КПК с лозунгом «Объединимся, чтобы добиться ещё больших побед». Группа на задней части постамента под названием «Строительство партии», отображает раннюю фазу истории Коммунистической партии Китая. Три группы слева с лозунгами «Из искры разгорится пламя», «Да здравствует народная война» и «Доведём революцию до конца», иллюстрируют борьбу во время гражданской войны в Китае. Остальные три группы на правой стороне постамента — «Социализм это хорошо», «Да здравствуют три красных знамени» и Продолжим великую пролетарскую культурную революцию до конца» — изображают этап социалистической революции.

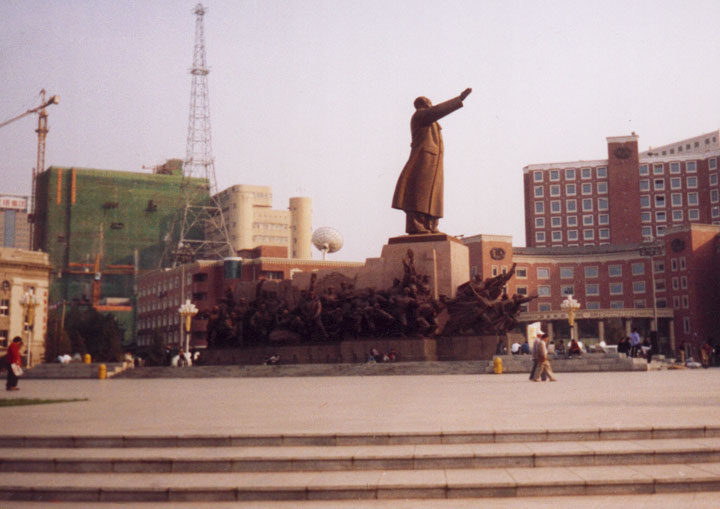
Статуя Мао Цзэдуна в 2004 году
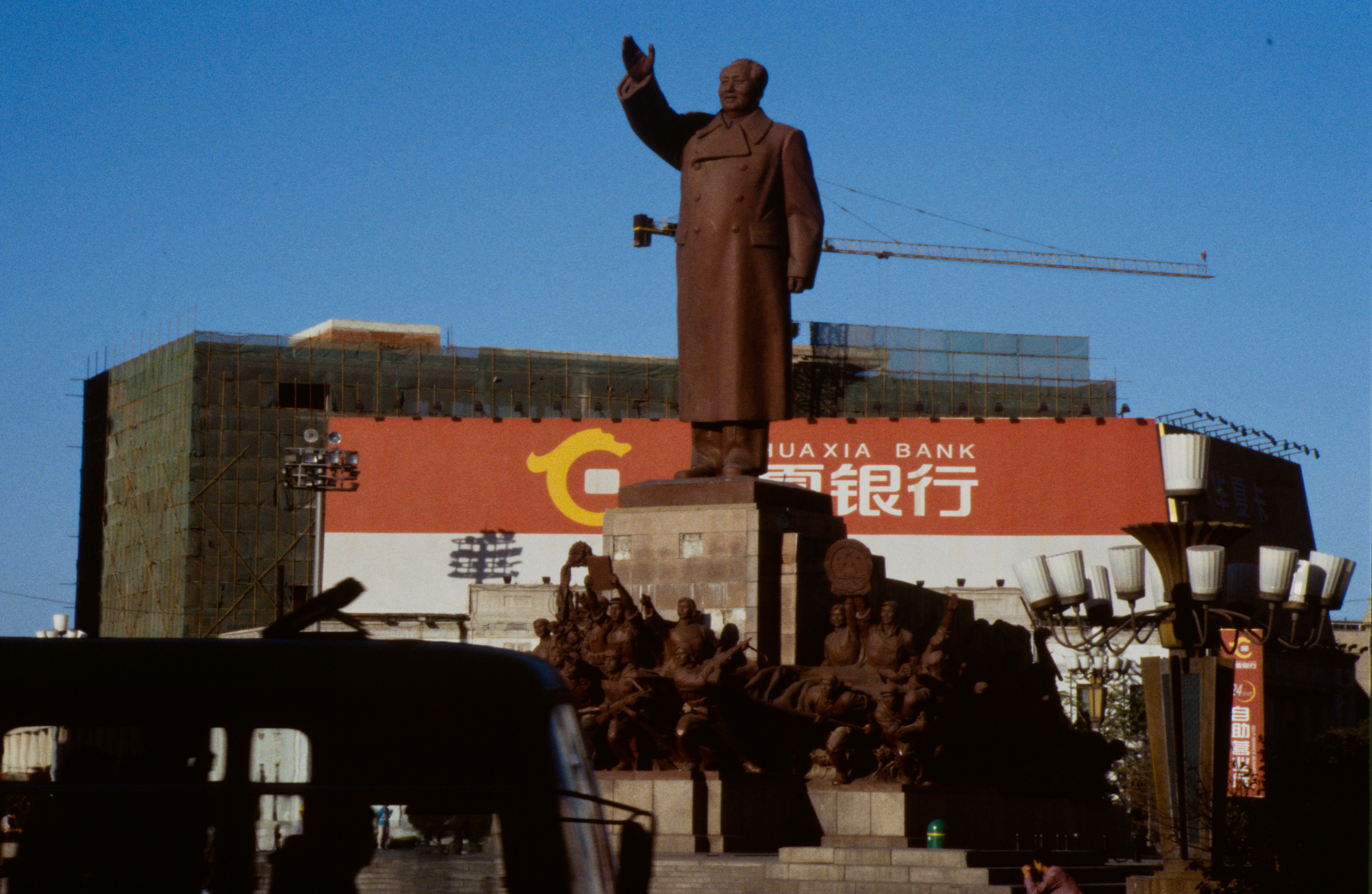
и 2009 году.